# Joedrick Pupe
Joedrick Pupe (Brugge, 4 juni 1997) is een Belgisch voetballer.

## Carrière
Pupe ruilde op zeventienjarige leeftijd de jeugdopleiding van Club Brugge voor die van KV Kortrijk. In de seizoenen 2016/17 en 2017/18 zat hij er soms op de bank bij het eerste elftal, maar hij maakte nooit zijn officiële debuut in het eerste elftal van Kortrijk. Na een succesvolle test versierde Pupe in 2018 een tweejarig profcontract bij het Nederlandse Almere City. Mede vanwege een knieblessure kwam hij er evenmin in actie voor het eerste elftal. Pupe keerde vervolgens terug naar België waar hij aansloot bij amateurclub KSV Oostkamp. Na een jaar volgde een overstap naar Sint-Eloois-Winkel. In 2022 kreeg Pupe bij Lierse Kempenzonen een nieuwe kans in het profvoetbal. Hij tekende hier een éénjarig contract. Na een sterk seizoen van Pupe, waarin hij een heel jaar basisspeler en sterkhouder was, maakte hij na één jaar de overstap naar reeksgenoot FCV Dender EH. In het seizoen 2023/24 promoveerde Pupe met Dender naar de hoogste afdeling. 
3 Pupe ·
4 Goncalves ·
5 Fila ·
6 Masangu ·
7 M'Barki ·
8 Van Oudenhove ·
9 Lallemand ·
10 Hens ·
11 Scheidler ·
13 Devriendt ·
15 Fofana ·
16 Kvet ·
17 Yahaya ·
18 Rôdes ·
19 Akman ·
20 Hrncar ·
21 Cools ·
22 Ruyssen ·
23 Acquah ·
24 Viltard ·
26 Oratmangoen ·
30 Dietsch ·
34 Verrips ·
53 Sylla ·
77 Nsimba ·
88 Ferraro ·
90 Berte ·
98 Soladio ·
Coach: Euvrard